# Darina Chmúrová
Darina Chmúrová, roz. Mižičková (* 11. srpen 1951 Bratislava) je slovenská herečka.

## Kariéra
V roce 1973 absolvovala studium herectví na VŠMU v Bratislavě. V letech 1973–1974 byla členkou činohry Divadla Jozefa Gregora Tajovského ve Zvolenu, v letech 1974–1976 poetické souboru Nové scény v Bratislavě, od roku 1976 Rozhlasového a hereckého souboru v Bratislavě. Je známá také jako Darinka, partnerka drobečka z populární relace pro děti Ma-tel-ko (Malý televízny kolotoč, 1984).

## Filmografie
- 1977: Advokátka (psychologický film)
- 1978: Smoliari (hudební komedie)
- 1981: Plavčík a Vratko (podobenství)
- 1985: Iná láska (psychologický film)
- 1987: Úsmev diabla (krimi/psychologický film)

## Dabing
- 1966: Mrázik - Nastěnka (Natalia Sedychová)
- 1970: Snehulienka a sedem trpaslíkov (pohádka)